# Bradysia submoesta
Bradysia submoesta är en tvåvingeart som beskrevs av Werner Mohrig och Nina Krivosheina 1989. Bradysia submoesta ingår i släktet Bradysia och familjen sorgmyggor.
Artens utbredningsområde är Litauen. Inga underarter finns listade i Catalogue of Life.